# Pseudorhacochelifer
Pseudorhacochelifer är ett släkte av spindeldjur. Pseudorhacochelifer ingår i familjen tvåögonklokrypare.
Kladogram enligt Catalogue of Life:
| Pseudorhacochelifer | \| \| Pseudorhacochelifer canariensis \| \| \| \| \| \| Pseudorhacochelifer coiffaiti \| \| \| \| \| \| Pseudorhacochelifer schurmanni \| \| \| \| \| \| Pseudorhacochelifer spiniger \| \| \| \| |
|                     | \| \| Pseudorhacochelifer canariensis \| \| \| \| \| \| Pseudorhacochelifer coiffaiti \| \| \| \| \| \| Pseudorhacochelifer schurmanni \| \| \| \| \| \| Pseudorhacochelifer spiniger \| \| \| \| |
|                     | Pseudorhacochelifer canariensis |
|                     | |
|                     | Pseudorhacochelifer coiffaiti |
|                     | |
|                     | Pseudorhacochelifer schurmanni |
|                     | |
|                     | Pseudorhacochelifer spiniger |
|                     | |